# Melania Gabbiadini
Melania Gabbiadini (Calcinate, 28 agosto 1983) è un'ex calciatrice ed ex giocatrice di calcio a 5 italiana, di ruolo attaccante.
Con l'AGSM Verona ha vinto il campionato italiano per cinque volte, delle quali tre consecutive (2004-05, 2006-07, 2007-08, 2008-09, 2014-15), due Coppe Italia (2005-06, 2006-07) e tre Supercoppe italiane (2005, 2007, 2008). Ha fatto parte della rosa della nazionale italiana in quattro edizioni del campionato europeo (Inghilterra 2005, Finlandia 2009, Svezia 2013, Paesi Bassi 2017), vestendo la maglia azzurra della nazionale in 121 incontri e realizzando 51 reti.
A livello personale è stata nominata calciatrice dell'anno AIC per quattro anni consecutivi dal 2012 al 2015, corrispondenti alle prime quattro edizioni del premio. Nel 2016 è stata inserita nella Hall of Fame del calcio italiano, categoria "calciatrice italiana". È stata premiata col Pallone Azzurro nel 2016 come miglior calciatrice italiana.

## Biografia
Nata da una famiglia originaria di Bolgare, è sorella maggiore di Manolo, anche lui calciatore e centravanti.

## Caratteristiche tecniche
Era dotata di velocità palla al piede, nonché di senso del gol.

## Carriera

### Club

Gabbiadini (accosciata, prima da destra) al Bergamo R nella stagione 2002-2003

Inizia a giocare a calcio all'età di nove anni nella squadra maschile dell'A.C. Bolgare, nel 1992, e fino al 2000 milita nella squadra a 7 del suo paese d'origine, che disputava i campionati del CSI e della FIGC.
Nel 2000 passa al Bergamo R, squadra di Serie B, dove rimane fino al 2004, stagione in cui realizza 24 reti in campionato, al termine della quale la squadra bergamasca è sciolta, e svincola tutte le sue calciatrici.
Dopo l'esperienza in Lombardia, nell'estate 2004 si lega al Bardolino che le offre la possibilità di continuare la sua attività agonistica al livello di vertice del campionato italiano femminile di calcio. Con la società dell'omonimo centro della provincia di Verona dalla sua prima stagione, la 2004-2005, trova sempre più spazio guadagnandosi velocemente la fiducia dell'allenatore, dando il suo contributo alla conquista del 1º titolo di Campione d'Italia. Nella stagione successiva non riesce a bissare il risultato in campionato ma contribuisce alla conquista della prima Coppa Italia della società e della seconda Supercoppa.
Dal 2006 gioca stabilmente da titolare, disputando tutti i 22 incontri della stagione 2006-2007 e realizzando 16 reti, terza realizzatrice del campionato e seconda della squadra dietro i 21 realizzati dal bomber Patrizia Panico alla sua prima stagione preveniente dal Torino. La stagione, che la incorona inoltre Campione d'Italia per la seconda volta, termina anche con la conquista dell'edizione 2006-2007 della Coppa Italia, mentre perde lo scontro diretto per la Supercoppa 2006 vinta dal Fiammamonza.
Nel 2007 la società cambia denominazione, iscrivendosi alla stagione 2007-2008 come Bardolino Verona.
Gabbiadini affronta la stagione 2007-2008 mettendosi a disposizione del mister Renato Longega nel reparto d'attacco al fianco di Panico, Cristiana Girelli e Rachele Perobello. Ancora una volta disputa tutti i 22 incontri previsti risultando, con 17 gol, vicecapocannoniere della squadra e del campionato dietro a Panico (27 reti). La stagione di Gabbiadini si rivela densa di soddisfazioni con la conquista del terzo Scudetto, della terza Supercoppa (edizione 2007) e della finale di Coppa Italia 2007-2008 persa per 1-0 con la Torres. Il 9 agosto 2007 avviene anche il suo debutto in una partita internazionale per club, nell'incontro vinto per 16-0 sulle maltesi del Birkirkara e valido per i sedicesimi di finale dell'edizione 2007-2008 della UEFA Women's Cup.
L'edizione 2008 della Supercoppa, terza per il Bardolino Verona, è conquistata grazie alla rete siglata da Gabbiadini al 35' che ferma il risultato sull'1-0 nella partita contro la Torres.
Annuncia il ritiro dal calcio a 11 il 1º agosto 2017, dopodiché decide di proseguire l'attività nel calcio a 5 con la Noalese, squadra di Noale neopromossa in Serie A2.

### Nazionale

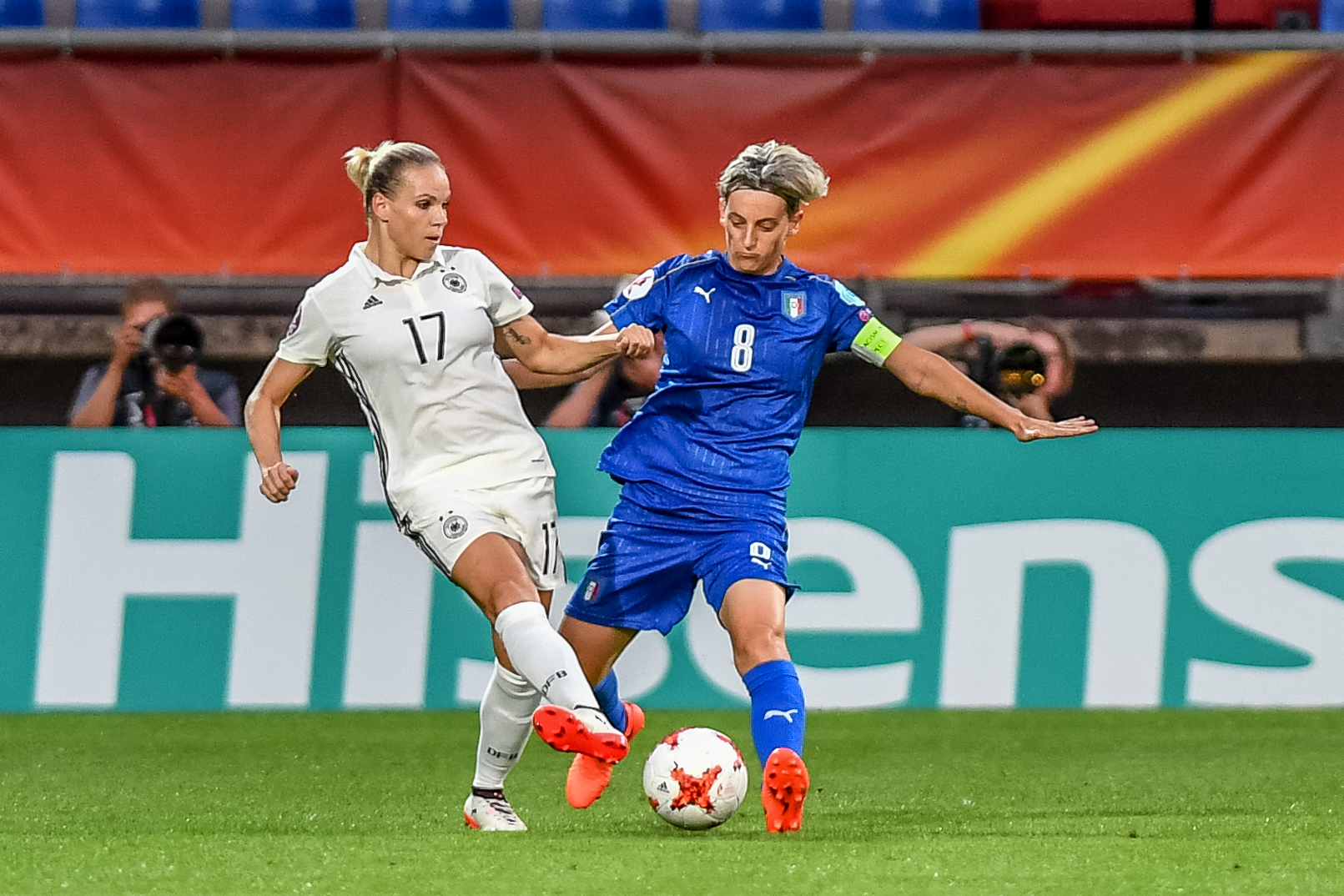
Gabbiadini (n. 8) capitano della nazionale, alle prese con la tedesca Kerschowski, nel primo turno dell'Europeo dei Paesi Bassi 2017.

Il talento di Gabbiadini viene ben presto notato dalla FIGC, chiamandola a vestire la maglia della formazione Under-21 con la quale totalizza cinque presenze.
Nel 2004 il commissario tecnico della nazionale maggiore, Carolina Morace, decide di convocarla in occasione delle qualificazioni al campionato europeo di Inghilterra 2005, facendola debuttare il 22 maggio 2004, a Trapani, nell'incontro pareggiato 0-0 con la Svizzera. Morace continuerà a darle fiducia anche in seguito, inserendola nella lista delle convocate alla fase finale.
Il 16 febbraio 2016, in occasione della presentazione della finale della Women's Champions League 2016 a Reggio Emilia, è stata premiata dall'UEFA con una medaglia celebrativa per le oltre 100 presenze in maglia azzurra.
Nel novembre 2016 viene inserita da Antonio Cabrini nella lista delle giocatrici convocate per il Torneo Internazionale Manaus 2016, in programma dal 7 al 18 dicembre dello stesso anno.
Veste per l'ultima volta la maglia azzurra nella fase finale dell'Europeo dei Paesi Bassi 2017 dove, indossando la fascia di capitano, condivide il percorso dell'Italia con le compagne giocando tutti i tre incontri del gruppo B prima di essere eliminata dal torneo.

## Statistiche

### Presenze e reti nei club
| Stagione                | Squadra                 | Campionato              | Campionato | Campionato | Coppe nazionali | Coppe nazionali | Coppe nazionali | Coppe continentali | Coppe continentali | Coppe continentali | Altre coppe | Altre coppe | Altre coppe | Totale | Totale |
| Stagione                | Squadra                 | Comp                    | Pres       | Reti       | Comp            | Pres            | Reti            | Comp               | Pres               | Reti               | Comp        | Pres        | Reti        | Pres   | Reti   |
| ----------------------- | ----------------------- | ----------------------- | ---------- | ---------- | --------------- | --------------- | --------------- | ------------------ | ------------------ | ------------------ | ----------- | ----------- | ----------- | ------ | ------ |
| 2001-2002               | Bergamo R               | B                       | 22         | 17         | CI              | ?               | ?               | -                  | -                  | -                  | -           | -           | -           | 22+    | 17+    |
| 2002-2003               | Bergamo R               | A                       | ?          | 21         | CI              | ?               | ?               | -                  | -                  | -                  | -           | -           | -           | ?      | ?      |
| 2003-2004               | Bergamo R               | A                       | ?          | 24         | CI              | ?               | ?               | -                  | -                  | -                  | -           | -           | -           | ?      | ?      |
| Totale Bergamo R        | Totale Bergamo R        | Totale Bergamo R        | ?          | 62+        |                 | ?               | ?               |                    | -                  | -                  |             | -           | -           | ?      | ?      |
| 2004-2005               | Bardolino Verona        | A                       | ?          | ?          | CI              | ?               | ?               | -                  | -                  | -                  | -           | -           | -           | 1      | 1      |
| 2005-2006               | Bardolino Verona        | A                       | 14         | 14         | CI              | ?               | ?               | -                  | -                  | -                  | SI          | -           | -           | ?      | ?      |
| 2006-2007               | Bardolino Verona        | A                       | 22         | 16         | CI              | 13              | 21              | -                  | -                  | -                  | SI          | 1           | 0           | 36     | 37     |
| 2007-2008               | Bardolino Verona        | A                       | 22         | 17         | CI              | ?               | ?               | -                  | -                  | -                  | SI          | ?           | ?           | ?      | ?      |
| 2008-2009               | Bardolino Verona        | A                       | 19         | 16         | CI              | ?               | ?               | WC                 | ?                  | ?                  | SI          | 1           | 1           | ?      | ?      |
| 2009-2010               | Bardolino Verona        | A                       | 21         | 20         | CI              | ?               | ?               | WCL                | ?                  | ?                  | SI          | 1           | 1           | ?      | ?      |
| 2010-2011               | Bardolino Verona        | A                       | 19         | 13         | CI              | ?               | ?               | WCL                | 5                  | 4                  | -           | -           | -           | ?      | ?      |
| 2011-2012               | Bardolino Verona        | A                       | 18         | 17         | CI              | ?               | ?               | -                  | -                  | -                  | -           | -           | -           | ?      | ?      |
| 2012-2013               | Bardolino Verona        | A                       | 20         | 11         | CI              | ?               | ?               | WCL                | ?                  | ?                  | -           | -           | -           | ?      | ?      |
| Totale Bardolino Verona | Totale Bardolino Verona | Totale Bardolino Verona | ?          | ?          |                 | ?               | ?               |                    | ?                  | ?                  |             | ?           | ?           | ?      | ?      |
| 2013-2014               | AGSM Verona             | A                       | 30         | 32         | CI              | 5               | 11              | -                  | -                  | -                  | -           | -           | -           | 35     | 43     |
| 2014-2015               | AGSM Verona             | A                       | 26         | 18         | CI              | ?               | ?               | -                  | -                  | -                  | -           | -           | -           | 26+    | 18+    |
| 2015-2016               | AGSM Verona             | A                       | 14         | 12         | CI              | 1               | 2               | WCL                | 3                  | 3                  | SI          | 1           | 0           | 19     | 17     |
| 2016-2017               | AGSM Verona             | A                       | 22         | 15         | CI              | 5               | 9               | WCL                | 2                  | 2                  | SI          | 0           | 0           | 29     | 26     |
| Totale AGSM Verona      | Totale AGSM Verona      | Totale AGSM Verona      | 92         | 77         |                 | ?               | ?               |                    | 5                  | 5                  |             | 1           | 0           | ?      | ?      |
| Totale carriera         | Totale carriera         | Totale carriera         | ?          | ?          |                 | ?               | ?               |                    | ?                  | ?                  |             | ?           | ?           | ?      | ?      |

### Cronologia presenze e reti in nazionale
| Cronologia completa delle presenze e delle reti in nazionale ― Italia | Cronologia completa delle presenze e delle reti in nazionale ― Italia | Cronologia completa delle presenze e delle reti in nazionale ― Italia | Cronologia completa delle presenze e delle reti in nazionale ― Italia | Cronologia completa delle presenze e delle reti in nazionale ― Italia | Cronologia completa delle presenze e delle reti in nazionale ― Italia | Cronologia completa delle presenze e delle reti in nazionale ― Italia | Cronologia completa delle presenze e delle reti in nazionale ― Italia |
| Data                                                                  | Città                                                                 | In casa                                                               | Risultato                                                             | Ospiti                                                                | Competizione                                                          | Reti                                                                  | Note                                                                  |
| --------------------------------------------------------------------- | --------------------------------------------------------------------- | --------------------------------------------------------------------- | --------------------------------------------------------------------- | --------------------------------------------------------------------- | --------------------------------------------------------------------- | --------------------------------------------------------------------- | --------------------------------------------------------------------- |
| 16-4-2003                                                             | Hoofddorp                                                             | Paesi Bassi                                                           | 0 – 5                                                                 | Italia                                                                | Amichevole                                                            | -                                                                     | 80’                                                                   |
| 9-9-2003                                                              | Livingston                                                            | Scozia                                                                | 0 – 4                                                                 | Italia                                                                | Amichevole                                                            | 1                                                                     | 56’                                                                   |
| 22-10-2003                                                            | Kansas City                                                           | Stati Uniti                                                           | 2 – 2                                                                 | Italia                                                                | Amichevole                                                            | -                                                                     | 70’                                                                   |
| 21-1-2004                                                             | Atene                                                                 | Grecia                                                                | 0 – 3                                                                 | Italia                                                                | Amichevole                                                            | -                                                                     | 61’                                                                   |
| 17-2-2004                                                             | Viareggio                                                             | Italia                                                                | 2 – 1                                                                 | Paesi Bassi                                                           | Amichevole                                                            | -                                                                     | 65’                                                                   |
| 14-3-2004                                                             | Guia                                                                  | Italia                                                                | 1 – 0                                                                 | Cina                                                                  | Algarve Cup 2004                                                      | -                                                                     | 61’                                                                   |
| 16-3-2004                                                             | Olhão                                                                 | Norvegia                                                              | 3 – 0                                                                 | Italia                                                                | Algarve Cup 2004                                                      | -                                                                     | 70’                                                                   |
| 18-3-2004                                                             | Lagos                                                                 | Italia                                                                | 2 – 1                                                                 | Finlandia                                                             | Algarve Cup 2004                                                      | -                                                                     | 46’                                                                   |
| 22-5-2004                                                             | Trapani                                                               | Italia                                                                | 0 – 0                                                                 | Svizzera                                                              | Qual. Euro 2005                                                       | -                                                                     | 76’                                                                   |
| 4-9-2004                                                              | Bergen                                                                | Norvegia                                                              | 3 – 1                                                                 | Italia                                                                | Amichevole                                                            | -                                                                     | 67’                                                                   |
| 25-9-2004                                                             | Niš                                                                   | Serbia e Montenegro                                                   | 1 – 2                                                                 | Italia                                                                | Qual. Euro 2005                                                       | 1                                                                     | 80’                                                                   |
| 13-11-2004                                                            | Crotone                                                               | Italia                                                                | 2 – 1                                                                 | Rep. Ceca                                                             | Qual. Euro 2005 - Play-off                                            | -                                                                     | 83’                                                                   |
| 27-11-2004                                                            | Čáslav                                                                | Rep. Ceca                                                             | 0 – 3                                                                 | Italia                                                                | Qual. Euro 2005 - Play-off                                            | -                                                                     | 46’                                                                   |
| 17-2-2005                                                             | Milton Keynes                                                         | Inghilterra                                                           | 4 – 1                                                                 | Italia                                                                | Amichevole                                                            | -                                                                     | 46’                                                                   |
| 23-2-2005                                                             | Santa Maria da Feira                                                  | Portogallo                                                            | 0 – 2                                                                 | Italia                                                                | Amichevole                                                            | -                                                                     | 57’                                                                   |
| 18-5-2005                                                             | Venezia                                                               | Italia                                                                | 2 – 0                                                                 | Irlanda                                                               | Amichevole                                                            | -                                                                     |                                                                       |
| 6-6-2005                                                              | Preston                                                               | Francia                                                               | 3 – 1                                                                 | Italia                                                                | Euro 2005 - Fase a gironi                                             | -                                                                     | 46’                                                                   |
| 12-6-2005                                                             | Preston                                                               | Norvegia                                                              | 5 – 3                                                                 | Italia                                                                | Euro 2005 - Fase a gironi                                             | 2                                                                     |                                                                       |
| 8-3-2006                                                              | Isernia                                                               | Italia                                                                | 4 – 0                                                                 | Scozia                                                                | Amichevole                                                            | -                                                                     | 67’                                                                   |
| 17-6-2006                                                             | Mariupol'                                                             | Ucraina                                                               | 2 – 1                                                                 | Italia                                                                | Qual. Mondiali 2007                                                   | -                                                                     | 65’                                                                   |
| 21-6-2006                                                             | Belgrado                                                              | Serbia e Montenegro                                                   | 0 – 7                                                                 | Italia                                                                | Qual. Mondiali 2007                                                   | -                                                                     | 46’                                                                   |
| 3-8-2006                                                              | Krefeld                                                               | Germania                                                              | 5 – 0                                                                 | Italia                                                                | Amichevole                                                            | -                                                                     | 70’                                                                   |
| 9-9-2006                                                              | Dublino                                                               | Irlanda                                                               | 0 – 1                                                                 | Italia                                                                | Amichevole                                                            | -                                                                     | 61’                                                                   |
| 23-9-2006                                                             | Rimini                                                                | Italia                                                                | 1 – 2                                                                 | Norvegia                                                              | Qual. Mondiali 2007                                                   | -                                                                     | 74’                                                                   |
| 30-10-2006                                                            | Masan                                                                 | Brasile                                                               | 1 – 1                                                                 | Italia                                                                | Amichevole                                                            | -                                                                     | 59’                                                                   |
| 1-11-2006                                                             | Changwon                                                              | Corea del Sud                                                         | 1 – 2                                                                 | Italia                                                                | Amichevole                                                            | -                                                                     | 88’                                                                   |
| 21-2-2007                                                             | Almere                                                                | Paesi Bassi                                                           | 2 – 0                                                                 | Italia                                                                | Amichevole                                                            | -                                                                     | 46’                                                                   |
| 6-4-2007                                                              | Perth                                                                 | Scozia                                                                | 2 – 1                                                                 | Italia                                                                | Amichevole                                                            | -                                                                     |                                                                       |
| 5-5-2007                                                              | Trento                                                                | Italia                                                                | 0 – 2                                                                 | Svezia                                                                | Qual. Euro 2009                                                       | -                                                                     | 76’                                                                   |
| 30-5-2007                                                             | Dublino                                                               | Irlanda                                                               | 1 – 2                                                                 | Italia                                                                | Qual. Euro 2009                                                       | 1                                                                     | 86’                                                                   |
| 1-7-2007                                                              | Qinhuangdao                                                           | Messico                                                               | 2 – 2                                                                 | Italia                                                                | Amichevole                                                            | -                                                                     |                                                                       |
| 4-7-2007                                                              | Shenyang                                                              | Italia                                                                | 5 – 0                                                                 | Thailandia                                                            | Amichevole                                                            | -                                                                     | 60’                                                                   |
| 7-7-2007                                                              | Qinhuangdao                                                           | Cina                                                                  | 3 – 1                                                                 | Italia                                                                | Amichevole                                                            | 1                                                                     |                                                                       |
| 10-7-2007                                                             | Shenyang                                                              | Italia                                                                | 2 – 1                                                                 | Thailandia                                                            | Amichevole                                                            | 1                                                                     |                                                                       |
| 27-10-2007                                                            | Bük                                                                   | Ungheria                                                              | 1 – 3                                                                 | Italia                                                                | Qual. Euro 2009                                                       | -                                                                     |                                                                       |
| 31-10-2007                                                            | Noceto                                                                | Italia                                                                | 5 – 0                                                                 | Romania                                                               | Qual. Euro 2009                                                       | 1                                                                     |                                                                       |
| 30-1-2008                                                             | Martigues                                                             | Francia                                                               | 1 – 0                                                                 | Italia                                                                | Amichevole                                                            | -                                                                     |                                                                       |
| 16-2-2008                                                             | Villacidro                                                            | Italia                                                                | 4 – 1                                                                 | Irlanda                                                               | Qual. Euro 2009                                                       | 1                                                                     |                                                                       |
| 5-3-2008                                                              | Alvor                                                                 | Norvegia                                                              | 4 – 2                                                                 | Italia                                                                | Algarve Cup 2008                                                      | 1                                                                     |                                                                       |
| 7-3-2008                                                              | Alvor                                                                 | Stati Uniti                                                           | 2 – 0                                                                 | Italia                                                                | Algarve Cup 2008                                                      | -                                                                     | 83’                                                                   |
| 10-3-2008                                                             | Loulé                                                                 | Cina                                                                  | 0 – 2                                                                 | Italia                                                                | Algarve Cup 2008                                                      | -                                                                     | 86’                                                                   |
| 12-3-2008                                                             | Olhão                                                                 | Svezia                                                                | 3 – 0                                                                 | Italia                                                                | Algarve Cup 2008 - Finale 5º posto                                    | -                                                                     | 69’                                                                   |
| 7-5-2008                                                              | Örebro                                                                | Svezia                                                                | 1 – 0                                                                 | Italia                                                                | Qual. Euro 2009                                                       | -                                                                     |                                                                       |
| 24-5-2008                                                             | Buftea                                                                | Romania                                                               | 1 – 6                                                                 | Italia                                                                | Qual. Euro 2009                                                       | 2                                                                     |                                                                       |
| 15-6-2008                                                             | Suwon                                                                 | Brasile                                                               | 2 – 1                                                                 | Italia                                                                | Amichevole                                                            | -                                                                     |                                                                       |
| 19-6-2008                                                             | Suwon                                                                 | Stati Uniti                                                           | 2 – 0                                                                 | Italia                                                                | Amichevole                                                            | -                                                                     | 46’                                                                   |
| 29-10-2008                                                            | Gubbio                                                                | Italia                                                                | 2 – 1                                                                 | Rep. Ceca                                                             | Qual. Euro 2009                                                       | -                                                                     | 83’                                                                   |
| 31-1-2009                                                             | Sydney                                                                | Australia                                                             | 2 – 2                                                                 | Italia                                                                | Amichevole                                                            | -                                                                     | 83’                                                                   |
| 7-2-2009                                                              | Canberra                                                              | Australia                                                             | 1 – 5                                                                 | Italia                                                                | Amichevole                                                            | 1                                                                     | 89’                                                                   |
| 25-8-2009                                                             | Lahti                                                                 | Inghilterra                                                           | 1 – 2                                                                 | Italia                                                                | Euro 2009 - Fase a gironi                                             | -                                                                     | 90’                                                                   |
| 28-8-2009                                                             | Turku                                                                 | Italia                                                                | 0 – 2                                                                 | Svezia                                                                | Euro 2009 - Fase a gironi                                             | -                                                                     | 69’                                                                   |
| 31-8-2009                                                             | Helsinki                                                              | Russia                                                                | 0 – 2                                                                 | Italia                                                                | Euro 2009 - Fase a gironi                                             | 1                                                                     |                                                                       |
| 4-9-2009                                                              | Lahti                                                                 | Germania                                                              | 2 – 1                                                                 | Italia                                                                | Euro 2009 - Quarti di finale                                          | -                                                                     |                                                                       |
| 19-9-2009                                                             | Domžale                                                               | Slovenia                                                              | 0 – 8                                                                 | Italia                                                                | Qual. Mondiali 2011                                                   | 2                                                                     |                                                                       |
| 23-9-2009                                                             | Rieti                                                                 | Italia                                                                | 1 – 0                                                                 | Portogallo                                                            | Qual. Mondiali 2011                                                   | -                                                                     | 90’                                                                   |
| 25-11-2009                                                            | Francavilla al Mare                                                   | Italia                                                                | 7 – 0                                                                 | Armenia                                                               | Qual. Mondiali 2011                                                   | 2                                                                     |                                                                       |
| 27-3-2010                                                             | Tocha                                                                 | Portogallo                                                            | 1 – 3                                                                 | Italia                                                                | Qual. Mondiali 2011                                                   | -                                                                     | 78’                                                                   |
| 31-3-2010                                                             | Ascoli Piceno                                                         | Italia                                                                | 1 – 1                                                                 | Finlandia                                                             | Qual. Mondiali 2011                                                   | 1                                                                     |                                                                       |
| 19-5-2010                                                             | Stettino                                                              | Polonia                                                               | 1 – 5                                                                 | Italia                                                                | Amichevole                                                            | 1                                                                     | 69’                                                                   |
| 19-6-2010                                                             | Montereale Valcellina                                                 | Italia                                                                | 6 – 0                                                                 | Slovenia                                                              | Qual. Mondiali 2011                                                   | 1                                                                     | 59’                                                                   |
| 23-6-2010                                                             | Vantaa                                                                | Finlandia                                                             | 1 – 3                                                                 | Italia                                                                | Qual. Mondiali 2011                                                   | 1                                                                     |                                                                       |
| 11-9-2010                                                             | Besançon                                                              | Francia                                                               | 0 – 0                                                                 | Italia                                                                | Qual. Mondiali 2011 - Play-off                                        | -                                                                     |                                                                       |
| 2-10-2010                                                             | Černihiv                                                              | Ucraina                                                               | 0 – 3                                                                 | Italia                                                                | Qual. Mondiali 2011 - Play-off                                        | -                                                                     |                                                                       |
| 6-10-2010                                                             | Latina                                                                | Italia                                                                | 0 – 0                                                                 | Ucraina                                                               | Qual. Mondiali 2011 - Play-off                                        | -                                                                     | 78’                                                                   |
| 23-10-2010                                                            | Treviso                                                               | Italia                                                                | 1 – 0                                                                 | Svizzera                                                              | Qual. Mondiali 2011 - Play-off                                        | -                                                                     |                                                                       |
| 3-6-2011                                                              | Osnabrück                                                             | Germania                                                              | 5 – 0                                                                 | Italia                                                                | Amichevole                                                            | -                                                                     |                                                                       |
| 17-9-2011                                                             | Sarajevo                                                              | Bosnia ed Erzegovina                                                  | 0 – 1                                                                 | Italia                                                                | Qual. Euro 2013                                                       | -                                                                     |                                                                       |
| 22-10-2011                                                            | Prilep                                                                | Macedonia                                                             | 0 – 9                                                                 | Italia                                                                | Qual. Euro 2013                                                       | 1                                                                     |                                                                       |
| 26-10-2011                                                            | Treviso                                                               | Italia                                                                | 2 – 0                                                                 | Russia                                                                | Qual. Euro 2013                                                       | -                                                                     |                                                                       |
| 19-11-2011                                                            | Pruszków                                                              | Polonia                                                               | 0 – 5                                                                 | Italia                                                                | Qual. Euro 2013                                                       | 3                                                                     |                                                                       |
| 23-11-2011                                                            | Trani                                                                 | Italia                                                                | 2 – 0                                                                 | Grecia                                                                | Qual. Euro 2013                                                       | 1                                                                     |                                                                       |
| 8-12-2011                                                             | San Paolo                                                             | Brasile                                                               | 5 – 1                                                                 | Italia                                                                | Torneio Internacional 2011                                            | -                                                                     |                                                                       |
| 11-12-2011                                                            | San Paolo                                                             | Italia                                                                | 2 – 2                                                                 | Danimarca                                                             | Torneio Internacional 2011                                            | 1                                                                     | 83’                                                                   |
| 15-12-2011                                                            | San Paolo                                                             | Italia                                                                | 6 – 0                                                                 | Cile                                                                  | Torneio Internacional 2011                                            | 1                                                                     | 62’                                                                   |
| 18-12-2011                                                            | San Paolo                                                             | Italia                                                                | 3 – 2                                                                 | Cile                                                                  | Torneio Internacional 2011 - Finale 3º posto                          | -                                                                     | 70’                                                                   |
| 28-2-2012                                                             | Larnaca                                                               | Paesi Bassi                                                           | 2 – 1                                                                 | Italia                                                                | Cyprus Cup 2012                                                       | -                                                                     |                                                                       |
| 1-3-2012                                                              | Nicosia                                                               | Italia                                                                | 1 – 2                                                                 | Canada                                                                | Cyprus Cup 2012                                                       | -                                                                     | 78’                                                                   |
| 4-3-2012                                                              | Paralimni                                                             | Italia                                                                | 2 – 1                                                                 | Scozia                                                                | Cyprus Cup 2012                                                       | 1                                                                     |                                                                       |
| 6-3-2012                                                              | Paralimni                                                             | Italia                                                                | 3 – 1                                                                 | Inghilterra                                                           | Cyprus Cup 2012 - Finale 3º posto                                     | 1                                                                     |                                                                       |
| 7-4-2013                                                              | Sankt Veit an der Glan                                                | Austria                                                               | 1 – 3                                                                 | Italia                                                                | Amichevole                                                            | -                                                                     | 60’                                                                   |
| 10-7-2013                                                             | Halmstad                                                              | Italia                                                                | 0 – 0                                                                 | Finlandia                                                             | Euro 2013 - Fase a gironi                                             | -                                                                     |                                                                       |
| 13-7-2013                                                             | Halmstad                                                              | Italia                                                                | 2 – 1                                                                 | Danimarca                                                             | Euro 2013 - Fase a gironi                                             | 1                                                                     |                                                                       |
| 16-7-2013                                                             | Halmstad                                                              | Svezia                                                                | 3 – 1                                                                 | Italia                                                                | Euro 2013 - Fase a gironi                                             | 1                                                                     | 63’                                                                   |
| 21-7-2013                                                             | Växjö                                                                 | Italia                                                                | 0 – 1                                                                 | Germania                                                              | Euro 2013 - Quarti di finale                                          | -                                                                     |                                                                       |
| 20-9-2013                                                             | Tallinn                                                               | Estonia                                                               | 1 – 5                                                                 | Italia                                                                | Qual. Mondiali 2015                                                   | 2                                                                     |                                                                       |
| 26-9-2013                                                             | Bassano del Grappa                                                    | Italia                                                                | 1 – 0                                                                 | Romania                                                               | Qual. Mondiali 2015                                                   | -                                                                     |                                                                       |
| 31-10-2013                                                            | San Sebastián de los Reyes                                            | Spagna                                                                | 2 – 0                                                                 | Italia                                                                | Qual. Mondiali 2015                                                   | -                                                                     | 60’                                                                   |
| 13-2-2014                                                             | Novara                                                                | Italia                                                                | 6 – 1                                                                 | Rep. Ceca                                                             | Qual. Mondiali 2015                                                   | 2                                                                     |                                                                       |
| 5-3-2014                                                              | Larnaca                                                               | Inghilterra                                                           | 2 – 0                                                                 | Italia                                                                | Cyprus Cup 2014                                                       | -                                                                     | 64’ 75’                                                               |
| 12-3-2014                                                             | Paralimni                                                             | Australia                                                             | 5 – 2                                                                 | Italia                                                                | Cyprus Cup 2014 - Finale 7º posto                                     | -                                                                     | 58’                                                                   |
| 5-4-2014                                                              | Vicenza                                                               | Italia                                                                | 0 – 0                                                                 | Spagna                                                                | Qual. Mondiali 2015                                                   | -                                                                     |                                                                       |
| 10-4-2014                                                             | Cluj-Napoca                                                           | Romania                                                               | 1 – 2                                                                 | Italia                                                                | Qual. Mondiali 2015                                                   | 1                                                                     |                                                                       |
| 8-5-2014                                                              | Skopje                                                                | Macedonia                                                             | 0 – 11                                                                | Italia                                                                | Qual. Mondiali 2015                                                   | 2                                                                     | 46’                                                                   |
| 14-6-2014                                                             | Praga                                                                 | Rep. Ceca                                                             | 0 – 4                                                                 | Italia                                                                | Qual. Mondiali 2015                                                   | 1                                                                     |                                                                       |
| 25-10-2014                                                            | Rieti                                                                 | Italia                                                                | 2 – 1                                                                 | Ucraina                                                               | Qual. Mondiali 2015 - Play-off                                        | 1                                                                     |                                                                       |
| 29-10-2014                                                            | Leopoli                                                               | Ucraina                                                               | 2 – 2                                                                 | Italia                                                                | Qual. Mondiali 2015 - Play-off                                        | 1                                                                     |                                                                       |
| 22-11-2014                                                            | L'Aia                                                                 | Paesi Bassi                                                           | 1 – 1                                                                 | Italia                                                                | Qual. Mondiali 2015 - Play-off                                        | 1                                                                     |                                                                       |
| 27-11-2014                                                            | Verona                                                                | Italia                                                                | 1 – 2                                                                 | Paesi Bassi                                                           | Qual. Mondiali 2015 - Play-off                                        | -                                                                     |                                                                       |
| 4-3-2015                                                              | Nicosia                                                               | Corea del Sud                                                         | 1 – 2                                                                 | Italia                                                                | Cyprus Cup 2015                                                       | -                                                                     | 89’                                                                   |
| 6-3-2015                                                              | Larnaca                                                               | Italia                                                                | 3 – 2                                                                 | Scozia                                                                | Cyprus Cup 2015                                                       | -                                                                     | 78’                                                                   |
| 9-3-2015                                                              | Nicosia                                                               | Italia                                                                | 0 – 1                                                                 | Canada                                                                | Cyprus Cup 2015                                                       | -                                                                     | 62’                                                                   |
| 11-3-2015                                                             | Larnaca                                                               | Italia                                                                | 2 – 3                                                                 | Messico                                                               | Cyprus Cup 2015 - Finale 3º posto                                     | -                                                                     |                                                                       |
| 28-5-2015                                                             | Nagano                                                                | Giappone                                                              | 1 – 0                                                                 | Italia                                                                | Amichevole                                                            | -                                                                     |                                                                       |
| 18-9-2015                                                             | La Spezia                                                             | Italia                                                                | 6 – 1                                                                 | Georgia                                                               | Qual. Euro 2017                                                       | -                                                                     | 61’                                                                   |
| 24-10-2015                                                            | Cesena                                                                | Italia                                                                | 0 – 3                                                                 | Svizzera                                                              | Qual. Euro 2017                                                       | -                                                                     |                                                                       |
| 3-12-2015                                                             | Guiyang                                                               | Cina                                                                  | 1 – 1                                                                 | Italia                                                                | Amichevole                                                            | 1                                                                     |                                                                       |
| 6-12-2015                                                             | Qujing                                                                | Cina                                                                  | 2 – 0                                                                 | Italia                                                                | Amichevole                                                            | -                                                                     | 65’                                                                   |
| 2-3-2016                                                              | Dherynia                                                              | Italia                                                                | 2 – 0                                                                 | Ungheria                                                              | Cyprus Cup 2016                                                       | 1                                                                     | 40’                                                                   |
| 16-9-2016                                                             | Lurgan                                                                | Irlanda del Nord                                                      | 0 – 3                                                                 | Italia                                                                | Qual. Euro 2017                                                       | 1                                                                     |                                                                       |
| 20-9-2016                                                             | Vercelli                                                              | Italia                                                                | 3 – 1                                                                 | Rep. Ceca                                                             | Qual. Euro 2017                                                       | -                                                                     | 46’                                                                   |
| 07-12-2016                                                            | Manaus                                                                | Russia                                                                | 0 – 3                                                                 | Italia                                                                | Torneio Internacional 2016                                            | 1                                                                     | 70’                                                                   |
| 11-12-2016                                                            | Manaus                                                                | Italia                                                                | 3 – 0                                                                 | Costa Rica                                                            | Torneio Internacional 2016                                            | 1                                                                     |                                                                       |
| 18-12-2016                                                            | Manaus                                                                | Brasile                                                               | 5 – 3                                                                 | Italia                                                                | Torneio Internacional 2016 - Finale                                   | 1                                                                     | 83’                                                                   |
| 1-3-2017                                                              | Larnaca                                                               | Corea del Nord                                                        | 3 – 0                                                                 | Italia                                                                | Cyprus Cup 2017                                                       | -                                                                     |                                                                       |
| 3-3-2017                                                              | Larnaca                                                               | Belgio                                                                | 4 – 1                                                                 | Italia                                                                | Cyprus Cup 2017                                                       | -                                                                     | 71’                                                                   |
| 6-3-2017                                                              | Larnaca                                                               | Italia                                                                | 0 – 6                                                                 | Svizzera                                                              | Cyprus Cup 2017                                                       | -                                                                     | 55’                                                                   |
| 8-3-2017                                                              | Larnaca                                                               | Italia                                                                | 6 – 2                                                                 | Rep. Ceca                                                             | Cyprus Cup 2017 - Finale 11º posto                                    | 1                                                                     | 80’                                                                   |
| 7-4-2017                                                              | Stoke-on-Trent                                                        | Inghilterra                                                           | 1 – 1                                                                 | Italia                                                                | Amichevole                                                            | -                                                                     | 56’                                                                   |
| 17-7-2017                                                             | Rotterdam                                                             | Italia                                                                | 1 – 2                                                                 | Russia                                                                | Euro 2017 - Fase a gironi                                             | -                                                                     |                                                                       |
| 21-7-2017                                                             | Tilburg                                                               | Germania                                                              | 2 – 1                                                                 | Italia                                                                | Euro 2017 - Fase a gironi                                             | -                                                                     | 84’                                                                   |
| 25-7-2017                                                             | Doetinchem                                                            | Svezia                                                                | 2 – 3                                                                 | Italia                                                                | Euro 2017 - Fase a gironi                                             | -                                                                     |                                                                       |
| Totale                                                                |                                                                       | Presenze                                                              | 121                                                                   |                                                                       | Reti                                                                  | 51                                                                    |                                                                       |

## Palmarès

### Club
- Serie B (calcio femminile): 1

Bergamo: 2001-2002
- Campionato italiano: 5

AGSM Verona: 2004-2005, 2006-2007, 2007-2008, 2008-2009, 2014-2015
- Coppa Italia: 2

Bardolino Verona: 2005-2006, 2006-2007
- Supercoppa italiana: 3

Bardolino Verona: 2005, 2007, 2008

### Individuale
- Gran Galà del calcio AIC: 4[1]

Calciatrice dell'anno: 2012, 2013, 2014, 2015
- Pallone Azzurro: 1

2016
- Inserita nella Hall of Fame del calcio italiano nella categoria Calciatrice italiana

2016